# Nuncioides
Nuncioides is een geslacht van hooiwagens uit de familie Triaenonychidae.
De wetenschappelijke naam Nuncioides is voor het eerst geldig gepubliceerd door Hickman in 1958. 

## Soorten
Nuncioides omvat de volgende 2 soorten:
- Nuncioides dysmicus
- Nuncioides infrequens